# Daniel Moreno
Daniel „Dani“ Moreno Fernández (* 5. September 1981 in Madrid) ist ein ehemaliger spanischer Radrennfahrer.

## Karriere
Daniel Moreno begann seine Karriere 2004 zunächst als Stagiaire beim spanischen Radsport-Team Relax-Bodysol. Im darauffolgenden Jahr unterzeichnete Moreno dort auch seinen ersten Profivertrag und konnte mit den zweiten Plätzen beim Prueba Villafranca de Ordizia und in der Gesamtwertung der Andalusien-Rundfahrt seine ersten Erfolge landen. 2006 erzielte er wiederum gute Platzierungen. So wurde er im Mai Dritter beim Clasica Alcobendas und Zweiter bei der Volta ao Alentejo, bei beiden Rennen konnte er auch jeweils eine Etappe gewinnen. Die Gesamtwertung der Burgos-Rundfahrt beendete er auf dem dritten Platz der Gesamtwertung.

Mit seinem Wechsel zum UCI ProTeam Caisse d’Epargne im Jahr 2008 etablierte sich Moreno weiter im Profiradsport. Neben Etappensiegen bei der Euskal Bizikleta und der Vuelta a Chihuahua machte er insbesondere mit guten Platzierungen bei der Vuelta a España auf sich aufmerksam.
Mit Beginn der Saison 2010 stand Moreno in Diensten der belgischen Mannschaft Omega Pharma-Lotto und erzielte in diesem Jahr keine Siege. Nachdem nur ein Jahr später zu Katusha wechselte, kam seine Karriere nochmals in Schwung. 2011 gewann er eine Bergankunft der Vuelta und wurde trotz Helferdienste für Joaquim Rodríguez Gesamtneunter. 2012 gewann er zwei Etappen beim Critérium du Dauphiné und überbot sein letztjähriges Abschneiden bei der Vuelta mit Platz fünf. 2013 gewann er zunächst im Frühjahr das Flèche Wallonne. Bei der Vuelta kam er bereits nach neun Etappen auf seinen zweiten Etappenerfolg und übernahm damit neben der Punktewertung und der Kombinationswertung auch die Führung im Gesamtklassement, die er jedoch auf der zehnten Etappe wieder abgeben musste. Nach einem Jahr ohne zählbare Erfolge entschied er 2015 die letzte Etappe der Burgos-Rundfahrt für sich.
Zur Saison 2016 wurde Moreno Mitglied im Movistar Team. Ein Etappenerfolg bei der Asturien-Rundfahrt 2016 war der letzte Sieg seiner Karriere. Mit der Nationalmannschaft gewann er bei den Straßen-Europameisterschaften 2016 die Bronzemedaille im Straßenrennen. Nach zwei Jahren beim Team Movistar wechselte er 2018 zum EF Education First-Drapac, bevor er nach der Saison 2018 im Alter von 37 Jahren seine Karriere als Radrennfahrer beendete.

## Erfolge
2006
- eine Etappe Clásica Alcobendas
- eine Etappe Volta ao Alentejo

2007
- eine Etappe Vuelta a Chihuahua

2008
- eine Etappe Euskal Bizikleta

2009
- eine Etappe Vuelta a Chihuahua

2011
- eine Etappe Burgos-Rundfahrt
- eine Etappe Vuelta a España
- Giro del Piemonte

2012
- eine Etappe Ruta del Sol
- Gran Premio Miguel Induráin
- zwei Etappen Critérium du Dauphiné
- Gesamtwertung und zwei Etappen Burgos-Rundfahrt

2013
- La Flèche Wallonne
- zwei Etappen Vuelta a España

2015
- Mannschaftszeitfahren Österreich-Rundfahrt
- eine Etappe und Punktewertung Burgos-Rundfahrt

2016
- eine Etappe und Punktewertung Vuelta a Asturias
- Europameisterschaft – Straßenrennen

## Grand-Tour-Platzierungen
| Grand Tour            | 2006 | 2007 | 2008 | 2009 | 2010 | 2011 | 2012 | 2013 | 2014 | 2015 | 2016 | 2017 | 2018 |
| --------------------- | ---- | ---- | ---- | ---- | ---- | ---- | ---- | ---- | ---- | ---- | ---- | ---- | ---- |
| Giro d’ItaliaGiro     | –    | –    | –    | –    | 26   | 29   | 20   | –    | –    | –    | –    | –    | –    |
| Tour de FranceTour    | –    | –    | –    | –    | 20   | –    | –    | 17   | –    | –    | 31   | –    | –    |
| Vuelta a EspañaVuelta | 36   | 12   | 12   | 11   | –    | 9    | 5    | 10   | 11   | 9    | 8    | 18   | 38   |